# Vie de Pythagore (Porphyre)
Pour les articles homonymes, voir Vie de Pythagore.
La Vie de Pythagore (grec ancien : Πυθαγόρειος βίος, Puthagoreios Bios ; latin : 	Vita Pythagorae) est une biographie de Pythagore écrite par le philosophe néoplatonicien Porphyre.

## Situation dans l'œuvre de Porphyre
Porphyre est le disciple de Plotin, éditeur des Ennéades de son maître et auteur d'une Vie de Plotin. Les néoplatoniciens s'intéressent de près à la philosophie de Pythagore et des pythagoriciens.
Lukas Holste, humaniste allemand, traduit l'ouvrage en 1630 à Rome sous le titre latin Liber de vita Pythagorae.

## Édition
- Porphyre (trad. Édouard des Places et Alain-Philippe Segonds), Vie de Pythagore. Lettre à Marcella, Paris, Les Belles Lettres, 1982, 255 p. (ISBN 978-2-251-00361-0).